# (4636) Chile
(4636) Chile (1988 CJ5) – planetoida z grupy pasa głównego asteroid okrążająca Słońce w ciągu 4,23 lat w średniej odległości 2,61 j.a. Odkryta 13 lutego 1988 roku.